# Museumsgesellschaft Tübingen

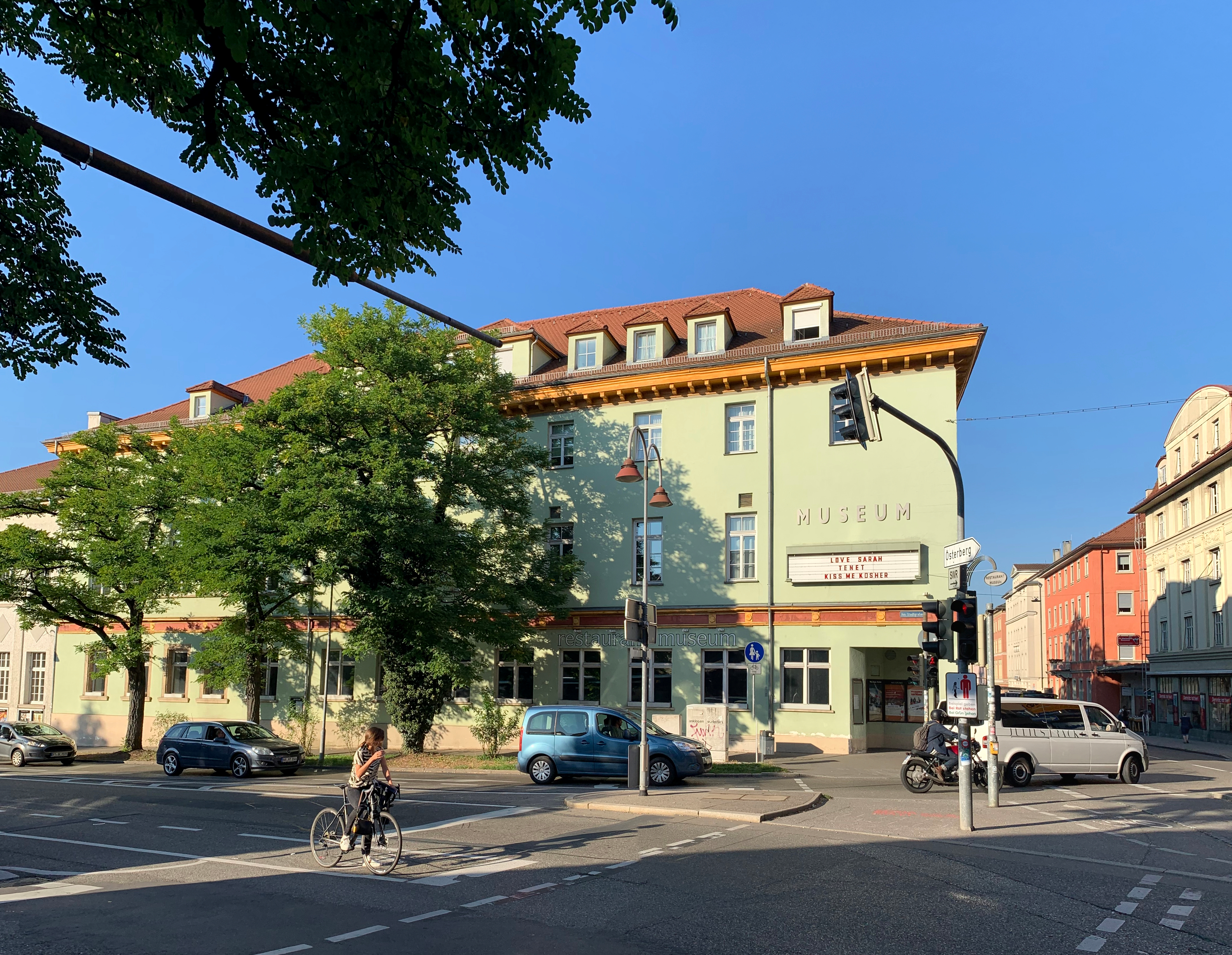
Gebäude in der Wilhelmstraße 3

Die Museumsgesellschaft Tübingen e. V. entstand 1818/20 aus der Vereinigung mehrerer Lesegesellschaften in der Stadt Tübingen, die sich seit 1774 entwickelt hatten und von akademischen, studentischen und bürgerlichen Kreisen getragen wurden. Im Jahre 1821 ließ die Gesellschaft mit finanzieller Unterstützung durch Mitglieder und Aktionäre durch den Hofbaumeister Gottlob Georg Barth (1777–1848) aus Stuttgart ein repräsentatives Gebäude beim Lustnauer Tor (Ecke Graben- und Wilhelmstraße), das „Museum“, errichten. Es diente mit seiner kontinuierlich erweiterten Bibliothek der Bildung und Erbauung vor allem der akademisch gebildeten Kreise der Stadt, aber auch der Geselligkeit in Form von Konversation, Bällen oder Spiel (Billard) sowie der Veranstaltung von Vorträgen und Konzerten. Auch eine Gastwirtschaft gehörte dazu. Die erste Satzung der Gesellschaft erschien 1838 im Druck („Geseze des Museums zu Tübingen“).

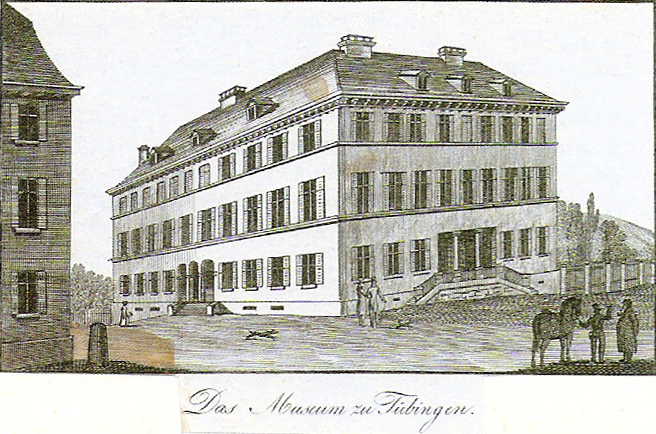
Kupferstich, ca. 1820

Am 27. Juli 1829 gründete der Universitätsmusikdirektor Friedrich Silcher hier die „Akademische Liedertafel“.
Für die Veranstaltungen dienten der Silchersaal und der Uhlandsaal. 1886 wurde das „Museum“ baulich erweitert und ein neuer größerer Festsaal (Schillersaal) errichtet, der etwa 800 Personen Platz bot. Er wurde 1914 umgebaut und stark erweitert. Seit 1933 wird er an einen Betreiber vermietet, der hierin ein Kino betreibt. Zwischen 1993 und 1997 wurde das Gebäude umfassend saniert.
Bis heute organisiert die Museumsgesellschaft in enger Zusammenarbeit mit dem Kulturreferat der Universität Tübingen und der Stadt Tübingen in eigenen Räumen und im Festsaal der Universität Konzertreihen mit namhaften Künstlern und Ensembles, Theaterabende, Autorenlesungen oder Rezitationen. Gesellschaft und Gebäude gehören zum Kulturerbe der Stadt.
Die etwa 25.000 Bände umfassende Museumsbibliothek ist der allgemeinen Öffentlichkeit zugänglich. Etwa 9.000 Bände gehören zum historischen Bestand, der zur Hälfte aus belletristischer Literatur besteht. Auch historisch-politische und biografische Literatur ist stark vertreten. Die Bibliothek bietet einen repräsentativen Querschnitt solcher Literatur, die in vielen Fällen nicht von streng wissenschaftlichen Einrichtungen erworben wurde und der Unterhaltung und Weiterbildung des Bildungsbürgertums diente.
Das Archiv der Museumsgesellschaft für den Zeitraum von 1813 bis 1969 befindet sich im Universitätsarchiv Tübingen.
Vorsitzender der Museumsgesellschaft war zuletzt der Tübinger Informatiker Prof. Dr. Wolfgang Rosenstiel. Nach dessen Tod im August 2020 übernahm im September 2020 das Vorstandsmitglied Prof. Dr. Heinz-Dieter Assmann, em. Ordinarius der Juristischen Fakultät der Universität Tübingen sowie Rechtsanwalt und Of Counsel bei Gleiss Lutz Rechtsanwälte in Stuttgart, den Vorsitz.

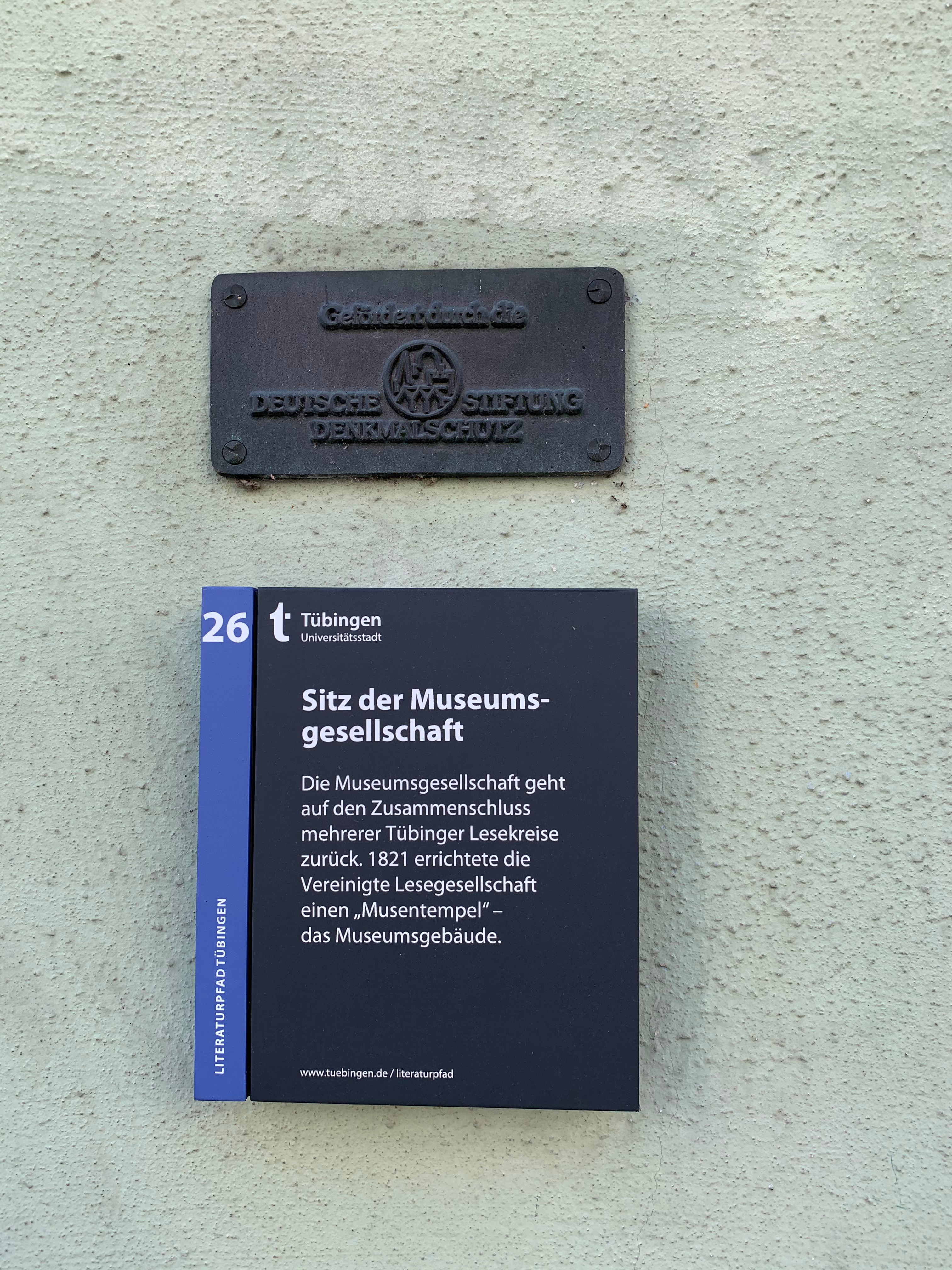
Schild am Sitz der Gesellschaft
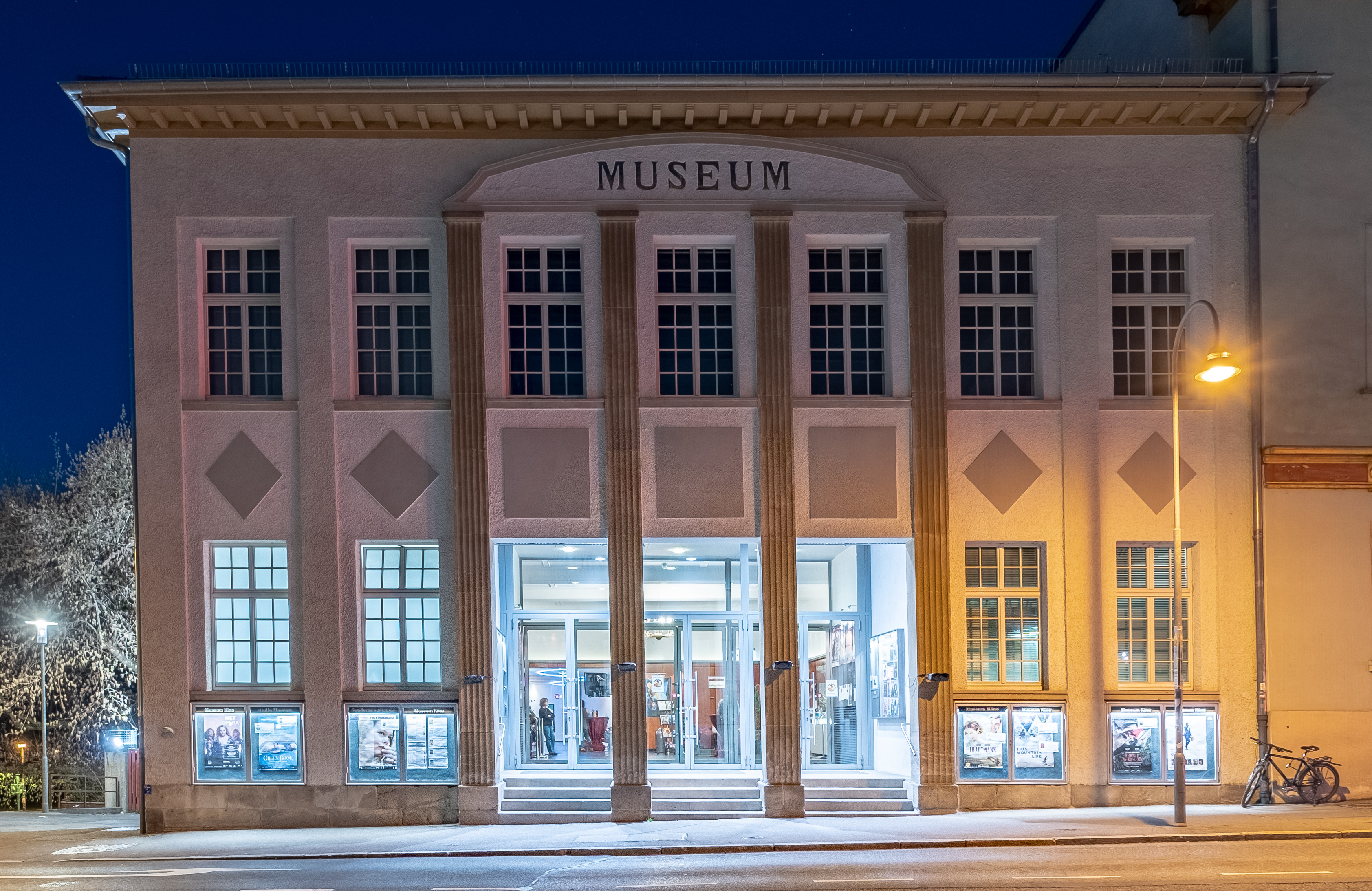
Eingang zum Kino im Museumsgebäude bei Nacht
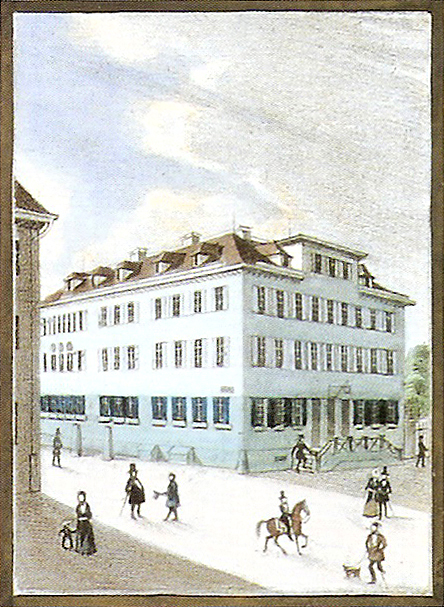
Aquarellierte Lithographie, 1850